# Alia Bhatt
Alia Bhatt Kapoor (Mumbai, 15 marzo 1993) è un'attrice e cantante indiana, conosciuta principalmente come attrice di Bollywood, tra le attrici più pagate del cinema indiano. Vincitrice di diversi premi cinematografici indiani, nel 2014 Forbes India la inserisce nella sua lista delle Celebrity 100 e nel 2017 Forbes Asia la include tra i 30 Under 30.

## Biografia
Figlia del regista Mahesh Bhatt e dell'attrice Soni Razdan, debutta nel film del 1999 Sangharsh. Ha recitato in diversi film di successo come Student of the Year (2012), Highway (2014), 2 States (2014), Humpty Sharma Ki Dulhania (2014), Udta Punjab (2016), Dear Zindagi (2016) e Badrinath Ki Dulhania (2016).
Più volte nominata ai Filmfare – nel 2013 come miglior attrice debuttante per Student of the Year, nel 2015, 2017 e 2018 come miglior attrice rispettivamente per Highway, Dear Zindagi e Badrinath Ki Dulhania – vince il premio della critica come miglior attrice nel 2015 per Highway e quello come miglior attrice nel 2017 per Udta Punjab. Nel 2017 recita in Raazi, pellicola che si rivela uno dei più grandi successi commerciali con una donna nel ruolo di protagonista.

## Filmografia

### Attrice
- Sangharsh, regia di Tanuja Chandra (1999)
- Apna Sapna Money Moneyregia di Sangeeth Sivan (2006)
- Student of the Year, regia di Karan Johar (2012)
- Ugly, regia di Anurag Kashyap (2013)
- 2 states, regia di Abhishek Verman (2014)
- Highway, regia di Imtiaz Ali (2014)
- Humpty Sharma ki Dulhania, regia di Shashank Khaitan (2014)
- Shaandaar, regia di Vikas Bahl (2015)
- Kapoor & Sons, regia di Shakun Batra (2016)
- Shuddi, regia di Karan Malhotra (2016)
- Badrinath ki Dulhania, regia di Shashank Khaitan  (2017)
- Gangubai Kathiawadi, regia di Sanjay Leela Bhansali (2022)
- Brahmāstra: Part One - Shiva, regia di Ayan Mukerji (2022)
- RRR, regia di S. S. Rajamouli (2022)
- Heart of Stone, regia di Tom Harper (2023)
- Rocky aur Rānī kī prem kahānī, regia di Karan Johar (2023)

### Doppiatrice
- Andaz Naya Naya, regia di Anish Patel (2013)